# 황희찬
황희찬(黃喜燦, 1996년 1월 26일~)은 대한민국의 축구 선수로 포지션은 공격수이다. 현재 잉글랜드 프리미어리그의 울버햄프턴 원더러스와 대한민국 축구 국가대표팀의 일원으로 활동하고 있다.

## 유소년 경력
황희찬은 1996년 강원도 춘천시 후평동에서 태어났다. 같은 대한민국 대표팀 동료인 손흥민과 고향이 같다.
의정부 신곡초등학교 재학 시절이던 2008년 동원컵 왕중왕전에서 득점왕을 차지하며 팀의 우승을 이끌었고 같은 해에 열린 화랑대기 전국 초등학교 축구대회에서도 19골이라는 역대 최다 기록으로 득점왕에 오르며 팀의 준우승에 기여했으며 이러한 활약에 힘입어 제21회 차범근 축구상 대상을 수상했다.
그 뒤 포항 스틸러스 U-15 유스팀인 포항제철중학교에 진학하여 2011년 전국 중등 축구 리그 권역 우승과 왕중왕전 우승을 이끌면서 대한축구협회 중등부 최우수선수에 선정됐다.
그리고 포항제철고등학교에 재학 중이던 2013년에는 2학년임에도 불구하고 팀의 주축 선수로 맹활약하며 K리그 주니어 정규리그 우승 및 왕중왕전 진출을 이끌었고 정규리그에서는 베스트 11에 선정되었으며 왕중왕전에서도 6경기 10골로 대회 득점왕과 MVP를 동시에 석권한 뒤 이듬해인 2014년에도 4개의 대회에서 우승을 이끌었다.

## 클럽 경력

### 레드불 잘츠부르크

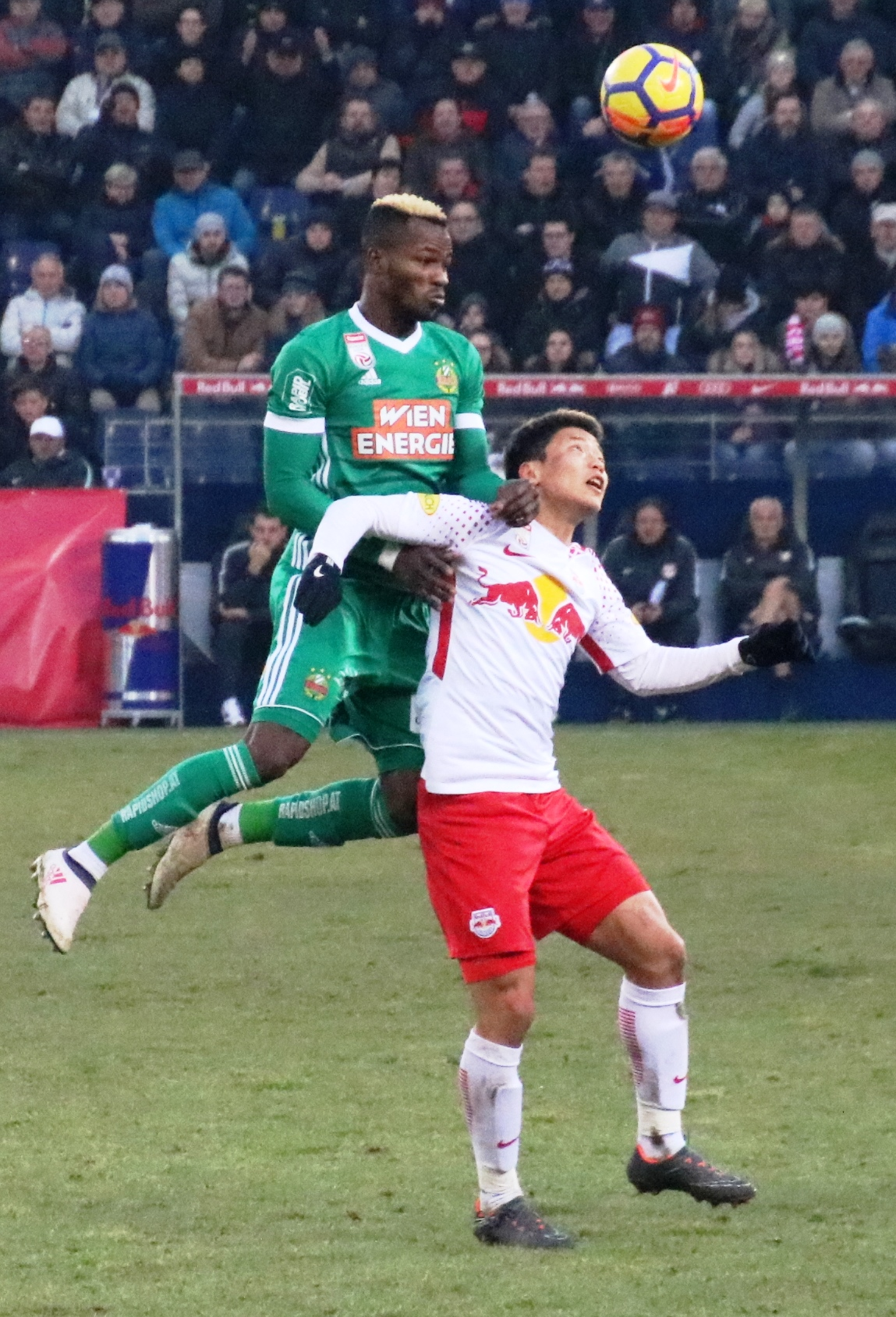
경기하는 황희찬

2015 K리그 드래프트에서 포항 스틸러스의 지명을 받고 입단할 예정이었으나 2014년 12월 16일 오스트리아 분데스리가의 명문 레드불 잘츠부르크에 입단했고 입단 직후 리저브팀인 FC 리퍼링에서 2시즌동안 31경기 13골을 터뜨리며 2014-15 오스트리아 2. 리가 준우승에 이바지했고 특히 2015-16 시즌에서는 전반기에만 무려 11골을 터뜨리는 등 무서운 성장세를 띄며 1군 무대에 합류했다.
비록 1군 데뷔 시즌인 2015-16 시즌에서는 선발과 교체를 오갔음에도 데뷔골을 기록하지는 못했지만 공식전 14경기를 소화하며 팀의 리그 우승과 오스트리아컵 우승에 일조했고 그 이후 2016-17 시즌부터 2018-19 시즌을 제외한 4시즌동안 잘츠부르크의 주전 공격수로 공식전 112경기 45골을 터뜨리며 리그 3회 우승(2016-17, 2017-18, 2019-20), 오스트리아컵 2회 우승(2016-17, 2019-20) 및 1회 준우승(2017-18), 2017-18년 UEFA 유로파리그 4강 진출 등에 기여했다.

### 함부르거 SV
2018년 아시안 게임에 참가 중이던 상황에서 독일 2부 리그의  함부르거 SV로의 임대 이적 소식이 알려졌고 2018-19 시즌 동안 함부르크에서 팀의 리그 4위, DFB-포칼 4강 진출 등에 일조하긴 했으나 공식전 21경기 2골·1어시스트라는 다소 아쉬운 성적을 기록했다.

### RB 라이프치히

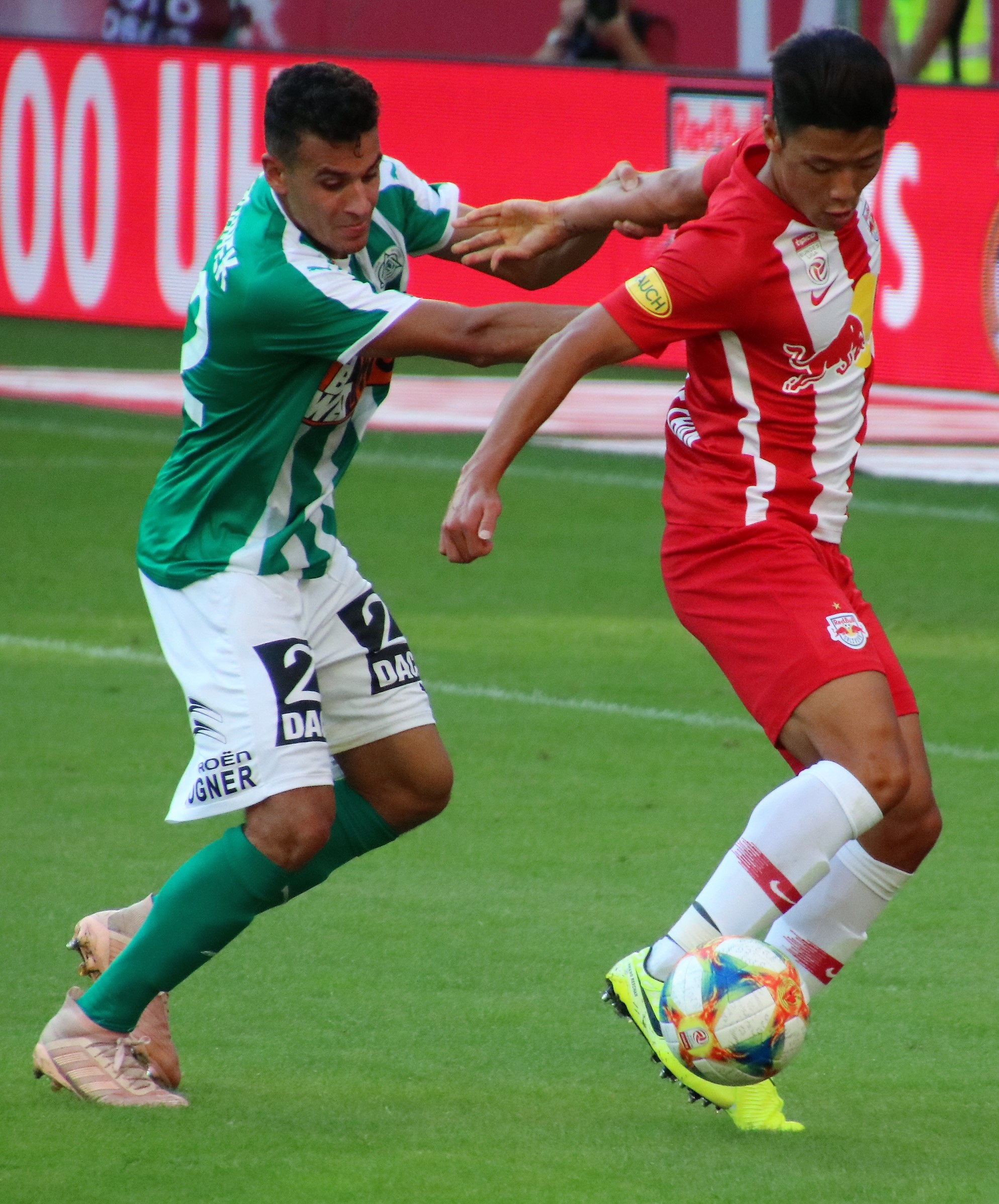
경기 중인 황희찬

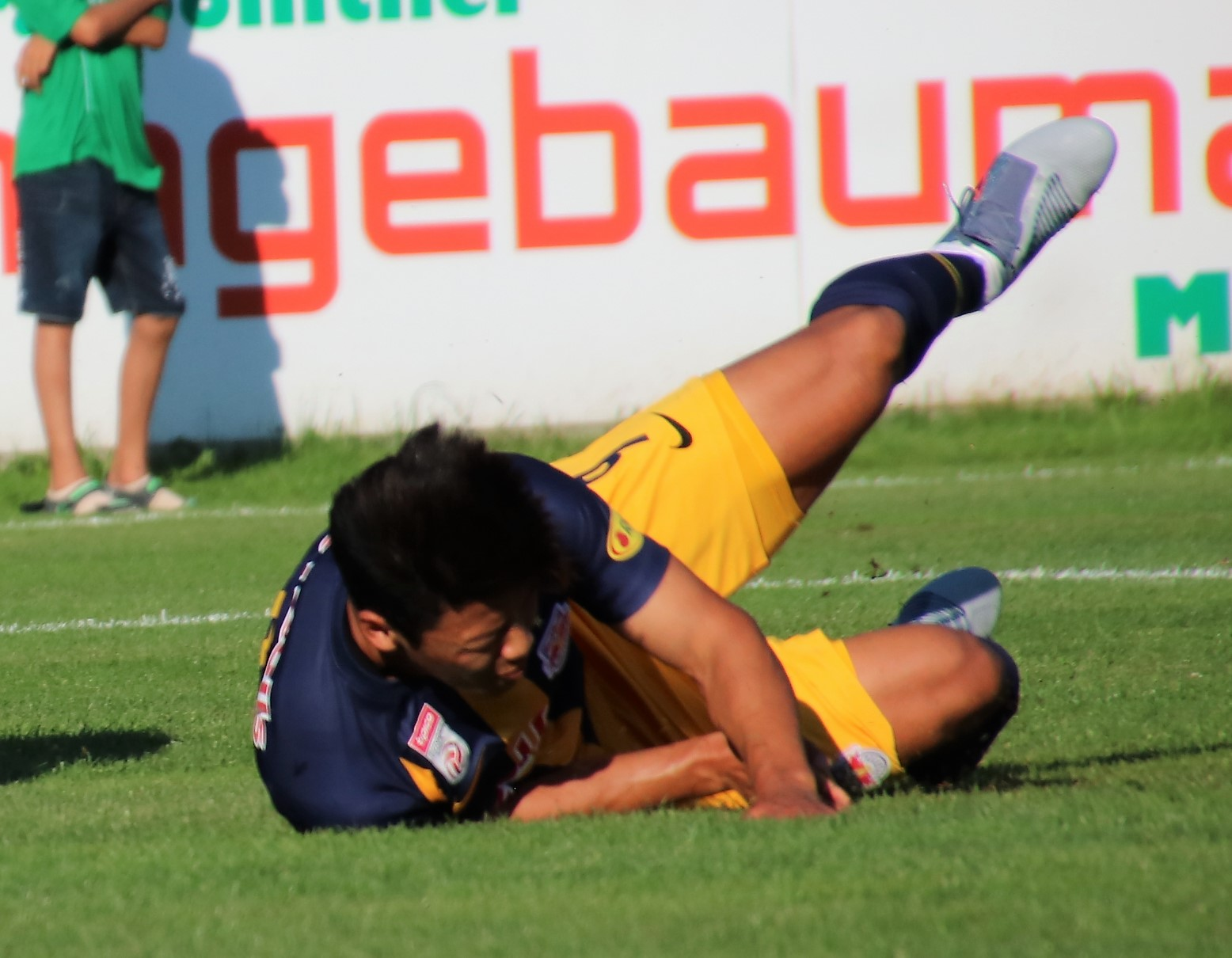
부상당한 황희찬

2019-20 시즌을 끝으로 잘츠부르크를 떠나 계약 기간 5년, 이적료 약 120억원의 계약을 맺고 독일 분데스리가의 RB 라이프치히로 이적하여 팀의 분데스리가 2020-21 준우승, 2020-21 DFB-포칼 준우승, 2020-21년 UEFA 챔피언스리그 16강 등에 일조했다.

### 울버햄프턴 원더러스
2021-22 시즌 초반 잉글랜드 프리미어리그의 울버햄프턴 원더러스로 임대 이적하여 공식전 31경기 5골을 기록하는 활약을 펼치며 2022년 1월 26일, 울버햄프턴으로의 완전 이적을 확정지었다.
2023년 1월 7일, 대회 3라운드 리버풀 원정에서 첫 FA컵 골을 넣으며 2-2 동점을 만들었다. 이후 울브스는 논란의 여지가 있는 상황에서 세 번째 골을 허용하지 않았고, 결국 경기는 원점으로 돌아갔다.
2023년 9월 30일, 맨체스터 시티와의 홈경기에서 쐐기골을 넣어 2-1로 승리하여 프리미어리그 2022-23 챔피언들에게 2023-24 시즌 첫 패배를 안겼다.
2023년 10월 28일, 황희찬은 뉴캐슬 유나이티드와의 홈 경기에서 2-2 무승부를 기록하며 울버햄프턴의 두 번째 골을 기록했다. 이는 50년 전 데릭 두건 이후 처음으로 울버햄프턴 선수가 1부 리그 시즌 첫 10경기에서 6골을 넣은 것을 의미한다. 2023년 12월 21일, 황희찬은 울버햄프턴과 새로운 장기 계약을 체결하여 2028년까지 클럽에 머물게 되었고, 추가로 1년 더 옵션이 주어졌다. 12월 27일, 그는 브렌트퍼드와의 원정 경기에서 4-1로 승리하는 경기에서 두 골을 넣으며, 라울 히메네스와 스티븐 플레처에 이어 울버햄프턴 선수로는 세 번째로 한 시즌에 최소 10골을 넣은 선수가 되었다.
황희찬은 2024-25 시즌 첫 골을 넣었고, 울버햄프턴은 맨체스터 유나이티드를 상대로 2-0 승리를 거두며 11월 이후 처음으로 팀을 강등권에서 벗어나게 했다.

## 국가대표팀 경력

### 청소년 대표팀
U-17 대표팀 시절 2012년 AFC U-16 챔피언십에 출전해 북한과의 C조 조별리그 1차전에서 해트트릭을 작성하는 등 무려 5골을 터뜨리는 맹활약으로 득점왕에 오르며 팀의 8강 진출을 이끌었고 U-20 대표팀 시절에는 2014년 AFC U-19 챔피언십 본선에도 참가하여 베트남과의 C조 조별리그 1차전에서 득점을 기록하며 팀의 6-0 대승에 일조했지만 팀은 조 3위에 그치며 2015년 FIFA U-20 월드컵 본선에 나서지 못했다.
이후 2015년 9월 29일 오스트레일리아와의 2번의 평가전을 앞두고 신태용 감독이 이끌던 U-23 대표팀에 합류한 직후 열린 첫 경기에서 지언학의 득점을 어시스트하는 등 맹활약을 펼쳤고 이듬해 1월 4일 아랍에미리트와의 평가전에서는 U-23 대표팀에서의 첫 골을 기록했다.
그리고 2016년 하계 올림픽 23인 최종 엔트리에 선발되어 독일과의 C조 조별리그 2차전에서 선제골을 터뜨리며 올림픽 무대에서의 첫 골을 신고했으나벨루오리존치 미네이랑에서 열린 8강전에서 대한민국이 온두라스에 패하는 바람에 병역특례에는 아쉽게 실패했다.
그러나 월드컵 대표팀 멤버인 손흥민, 조현우, 이승우 등과 함께 참가한 2018년 아시안 게임에서는 7경기 3골(바레인전, 우즈베키스탄전, 일본전)을 터뜨리며 대한민국의 아시안 게임 통산 5번째 금메달이자 아시안 게임 2연패 달성에 기여하며 병역특례를 받았다.

### 성인 대표팀
2016년 하계 올림픽이 끝난 이후 대한민국 대표팀의 감독 울리 슈틸리케에게 처음으로 A대표팀에 발탁되었다. 2016년 9월 1일 서울월드컵경기장에서 열린 중국과의 2018년 FIFA 월드컵 아시아 지역 최종 예선 A조 1차전 홈 경기에서 국제 A매치 데뷔전을 치렀다.
이듬해인 2017년 6월 14일 카타르와의 최종예선 A조 8차전에서 A매치 데뷔골을 터뜨렸으나 대한민국은 2-3 충격패를 당했고 이 패배의 여파로 울리 슈틸리케 감독이 8차전 경기 종료 후 전격 경질되었다.
그리고 신태용 감독이 부임한 이후 2018년 3월 28일 호주프에서 열린 폴란드와의 평가전 원정 경기에서 A매치 2번째 득점을 기록하며 분전했으나 팀의 2-3의 아쉬운 석패를 막기엔 역부족이었다.
그로부터 2개월 후 발표된 2018년 FIFA 월드컵 본선 23인 최종 엔트리에 이름을 올렸음에도 디펜딩 챔피언 독일과의 F조 조별리그 최종전에서 후반 10분경 교체 투입되었다가 23분 후 고요한과 재교체되는 수모를 겪는 등 본선 내내 이렇다할 활약을 펼치지 못하며 질타를 받긴 했지만 그나마 대한민국은 김영권과 손흥민의 릴레이 골로 독일을 2-0으로 꺾는 대이변을 일으키며 카잔의 기적을 완성시켰다.
이후 2022년 FIFA 월드컵 본선 26인 엔트리에도 발탁되었으나 본선을 앞두고 햄스트링 부상 등에 따른 컨디션 저하로 우루과이와의 H조 조별리그 1차전과 가나와의 2차전에는 결장했다.
본선 시작 후 휴식과 회복 훈련을 계속해온 끝에 포르투갈과의 최종전에서야 후반 20분경 이재성 대신 교체 투입되어 후반 추가 시간에 역습을 시도한 손흥민의 스루 패스를 받아 역전골이자 월드컵 데뷔골을 터뜨리며 대한민국의 12년만의 월드컵 16강 진출에 기여했다.
또한 이 골로 대한민국의 월드컵 통산 38번째 득점의 주인공이 된 것은 물론 1962년 대회에서 2골을 터뜨린 잉글랜드의 론 플라워스 이후 60년만에 월드컵에서 득점을 기록한 2번째 울버햄프턴 소속 선수가 되었으며 대한민국 선수로는 역대 25번째로 월드컵에서 득점을 기록한 선수가 되었다.

## 군사 경력
- 2022년 6월 9일 대한민국 육군훈련소로 입소했다. 25연대 11중대 4소대에 배정받았고 병장 계급으로 전역했다.[18]

## 출신 학교
- 의정부신곡초등학교 졸업
- 포항제철중학교 졸업
- 포항제철고등학교 졸업

## 경력 통계

### 국가대표팀 득점 기록
| #  | 경기일     | 경기장소                       | 상대팀         | 득점 | 결과 | 비고                                    |
| -- | ---------- | ------------------------------ | -------------- | ---- | ---- | --------------------------------------- |
| 1  | 2017/06/13 | 카타르, 도하                   | 카타르         | 2-2  | 2-3  | 2018년 FIFA 월드컵 아시아 지역 3차 예선 |
| 2  | 2018/03/27 | 폴란드, 호주프                 | 폴란드         | 2-2  | 2-3  | 친선경기                                |
| 3  | 2019/01/22 | UAE, 두바이                    | 바레인         | 1-0  | 2-1  | 2019년 AFC 아시안컵                     |
| 4  | 2019/10/10 | 대한민국, 화성                 | 스리랑카       | 3-0  | 8-0  | 2022년 FIFA 월드컵 아시아 지역 2차 예선 |
| 5  | 2020/11/17 | 오스트리아, 마리아엔처스도르프 | 카타르         | 1-0  | 2-1  | 친선경기                                |
| 6  | 2021/06/09 | 대한민국, 고양                 | 스리랑카       | 4-0  | 5-0  | 2022년 FIFA 월드컵 아시아 지역 2차 예선 |
| 7  | 2021/11/11 | 대한민국, 고양                 | 아랍에미리트   | 1-0  | 1-0  | 2022년 FIFA 월드컵 아시아 지역 3차 예선 |
| 8  | 2022/06/06 | 대한민국, 대전                 | 칠레           | 1-0  | 2-0  | 친선경기                                |
| 9  | 2022/09/23 | 대한민국, 고양                 | 코스타리카     | 1-0  | 2-2  | 친선경기                                |
| 10 | 2022/12/02 | 카타르, 알라이얀               | 포르투갈       | 2-1  | 2-1  | 2022년 FIFA 월드컵                      |
| 11 | 2023/10/17 | 대한민국, 수원                 | 베트남         | 2-0  | 6-0  | 친선경기                                |
| 12 | 2023/11/16 | 대한민국, 서울                 | 싱가포르       | 2-0  | 5-0  | 2026년 FIFA 월드컵 아시아 지역 2차 예선 |
| 13 | 2024/02/02 | 카타르, 알와크라               | 오스트레일리아 | 1-1  | 2-1  | 2023년 AFC 아시안컵                     |
| 14 | 2024/06/06 | 싱가포르, 칼랑                 | 싱가포르       | 7-0  | 7-0  | 2026년 FIFA 월드컵 아시아 지역 2차 예선 |
| 15 | 2024/09/10 | 오만, 무스카트                 | 오만           | 1-0  | 3-1  | 2026년 FIFA 월드컵 아시아 지역 3차 예선 |
| 16 | 2025/03/20 | 대한민국, 고양                 | 오만           | 1-0  | 1-1  | 2026년 FIFA 월드컵 아시아 지역 3차 예선 |

### 프리미어리그 득점 상대팀 기록
| 상대팀                    | 골 수 | 날짜                                   |
| ------------------------- | ----- | -------------------------------------- |
| 뉴캐슬 유나이티드 FC      | 4     | 2021, 10, 02 2023, 03, 12 2023, 10, 28 |
| 브렌트퍼드 FC             | 3     | 2023, 04, 15 2023, 12, 28              |
| 리버풀 FC                 | 2     | 2023, 01, 08 2023, 09, 16              |
| 왓퍼드 FC                 | 1     | 2021, 09, 11                           |
| 리즈 유나이티드 FC        | 1     | 2021, 10, 23                           |
| 아스널 FC                 | 1     | 2022, 02, 25                           |
| 에버턴 FC                 | 1     | 2023, 05, 20                           |
| 브라이턴 & 호브 앨비언 FC | 1     | 2023, 08, 19                           |
| 크리스탈 팰리스 FC        | 1     | 2023, 09, 03                           |
| 맨체스터 시티 FC          | 1     | 2023, 09, 30                           |
| 아스톤 빌라 FC            | 1     | 2023, 10, 08                           |
| 풀럼 FC                   | 1     | 2023, 11, 27                           |
| 번리 FC                   | 1     | 2023, 12, 06                           |

- 2023년 12월 28일 기준.
- 진한 글씨체는 멀티골.
- PL 76경기를 뛰어 13팀을 상대로 멀티골 2번을 포함, 통산 18골을 넣었다.

## 방송
- 2022년 JTBC 《뭉쳐야 찬다2》 - 게스트 (2022년 6월 19일 방송분 출연)
- 2022년 MBC 《나 혼자 산다》 - 게스트 (2022년 8월 19일, 26일 방송분 출연)
- 2024년 SBS 《런닝맨》 - 게스트 (2024년 16일, 23일 방송분 출연)
- 2024년 TvN《유 퀴즈 온 더 블럭》 - 게스트 (2024년 7월 10일 방송분 출연)

## 수상 및 주요 성적

### 클럽
레드불 잘츠부르크
- 오스트리아 분데스리가 : 우승 (2015-16 , 2016-17 , 2017-18, 2019-20)
- 오스트리아컵 : 우승 (2015-16 , 2016-17, 2019-20), 준우승 (2017-18)
- UEFA 유로파리그 : 4강 (2017-18)

 FC 리퍼링
- 오스트리아 2. 리가 : 준우승 (2014-15)

 함부르크 SV
- 독일 분데스리가 : 4위 (2018-19)
- DFB-포칼 : 4강 (2018-19)

 RB 라이프치히
- 독일 분데스리가 : 준우승 (2020-21)
- DFB-포칼 : 준우승 (2020-21)

### 국가대표팀
대한민국 U-23
- 아시안 게임 : 금메달 (2018)

### 개인
- 2008년 화랑대기 전국 초등학교 축구대회 득점왕
- 2008년 호주 캉카컵 세계 유소년 축구대회 득점상
- 2008년 동원컵 전국 유소년축구리그 득점왕
- 2009년 제21회 차범근 축구상 대상
- 2011년 대한축구협회 남자 중등부 최우수 선수상
- 2012년 AFC U-16 챔피언십 득점왕
- 2013년 제46회 대통령금배 전국고교축구대회 득점왕
- 2013년 K리그 U-18 챌린지리그 베스트 11 공격수 부문
- 2013년 전국 초중고 축구리그 고등부 왕중왕전 득점왕, 최우수 선수상
- 2013년 대한축구협회 남자 고등부 최우수 선수상
- 2014년 문화체육부장관기 전국고교 축구대회 득점왕
- 2019년 AFC 선정 U-23 챔피언십 출신 최고의 스타
- 2021년 울버햄프턴 원더러스 팬 선정 이달의 선수
- 2022년 FIFA 월드컵 맨 오브 더 매치 (조별리그)